# أولاد الحاج (لكناديز)
أولاد الحاج هي إحدى مشيخات المملكة المغربية، تتبع جغرافيا لإقليم خريبكة وإداريًا للكناديز. يقدر عدد سكانها بـ 20,835 نسمة حسب الإحصاء الرسمي للسكان والسكنى لسنة 2004.